# Андський геосинклінальний пояс
Андський геосинклінальний складчастий пояс (синонім — Кордильєрський геосинклінальний складчастий пояс) — геосинклінальний пояс, що простягається вздовж Південної Америки. На півночі доходить до Антильсько-Карибської області і через структури Панамського перешийку та Антильської дуги зчленовується з Кордильєрами Північної Америки, а на півдні через Південно-Сандвічеву дугу з'єднується зі складчастим поясом Західної Антарктиди. Почав розвиватися в пізньому протерозої. В історії розвитку виділяють байкальський, каледонський, герцинський і альпійський етапи. З молодими вулканічними і субвулканічними інтрузивними утвореннями пов'язані родовища руд олова, вольфраму та інших рідкісних і кольорових металів в Перу і Болівії.